# Necropolis Records
Necropolis Records fue una compañía discográfica formada en el año 1993. La discográfica se especializaba en promover agrupaciones de metal extremo. Entre las agrupaciones que firmaron un contrato discográfico con Necropolis se encuentran Archgoat, The Black, Incantation, Satanic Slaughter, Witchery, Rotten Sound, Babylon Whores, Dissection, Vondur, Impaled y Demilich. Después de varios años luchando por los derechos musicales de la agrupación Dark Funeral, la discográfica cerró en el año 2003.